# Nero. (romanzo)
Nero. è un romanzo di Tiziano Sclavi pubblicato nel 1992. Nello stesso anno ne venne tratto un film omonimo.

## Trasposizioni in altri media
- Nero., regia di Giancarlo Soldi, 1992[1]